# バレンシアの熱い花
『バレンシアの熱い花』（バレンシアのあついはな）は、宝塚歌劇団のミュージカル作品。柴田侑宏作。1976年初演。
19世紀初頭のスペインを舞台に、父を暗殺された貴族青年の復讐を描いた、柴田のオリジナル作品。
柴田にとって劇作家・演出家としての充実期に手がけた作品。初演が好評を博した他、21世紀以降も2007年の本公演再演や、2010年代・20年代にも全国ツアー演目となっており、再演作の多い柴田作品の中でも、根強い人気を誇る作品のひとつ。

## あらすじ
19世紀スペイン、バレンシア地方。フランスの息のかかった領主ルカノールは横暴を繰り返していた。
軍務から2年ぶりに帰郷した前領主の嫡子フェルナンドは、父を暗殺したのがルカノールであると知り、復讐を決意、父の死の真相を知る退役軍人レオン将軍の策に従って軍から退き、遊び人を装う。
フェルナンドは遊び人になりきるために酒場に通いはじめ、酒場で歌い手として働くラモンやイサベラと親しくなっていく。
またルカノールの甥・ロドリーゴも恋人シルヴィアを叔父に強奪され、専横を極める叔父に面と向かって逆らうこともできず、ただ叔父への憎しみを募らせる日々を過ごしていた。
共通の敵をもつフェルナンドとロドリーゴは協力してルカノールを倒すことを誓い、ラモンにも盟友となるよう誘いかける。ラモンは誘いを断るものの、妹ローラがルカノールの部下に射殺される事件がおこり、遂に仲間に加わる。彼らは「黒い天使」を名乗り、夜な夜な悪党を倒していった。
フェルナンドと酒場のイサベラは恋に落ちるが、フェルナンドは婚約者マルガリータを裏切れず、またイサベラも、フェルナンドと時を過ごせるのは、彼の復讐に目処がつくまでのひとときにすぎないと悟っていた。一方ロドリーゴはシルヴィアと秘かに愛情を確かめ合っていた。
レオン将軍率いる義勇軍が決起し、ついにルカノールとの決戦の日が来た…

## 登場人物
- フェルナンド・デルバレス侯爵：前領主の嫡子。マジョルカ島からバレンシアへ帰還し、父の復讐に燃える。
- ロドリーゴ・グラナドス伯爵：フェルナンドの友人でルカノールの甥。
- ラモン・カルドス：酒場で働く青年。イサベラに恋している。
- イサベラ：酒場の女性。自らがフェルナンドとは本来違う世界の人間だと自覚している。
- シルヴィア：反逆罪で捕えられた父を救うためにルカノールの妻となる。
- マルガリータ：フェルナンドの婚約者でレオン将軍の孫娘。純粋にフェルナンドを慕っている。
- ルカノール公爵：現領主。
- レオン将軍：人望豊かな退役軍人。
- セレスティーナ侯爵夫人：フェルナンドの母。

## 主な楽曲
- バレンシアの熱い花
- 瞳の中の宝石
- 決意
- 恋のカンタンテ
- 死んでもいい
- バレンシアのために
- ロンサールの恋歌

（作詞：柴田侑宏 作曲 ：寺田瀧雄）
- 暗殺依頼状
- 黒い天使３人登場
- 再会
- 士官たちの乱暴
- 出撃
- フェルナンドの告白
- マルガリータのテーマ
- 密談
- 夜会
- ルカノール登場
- ロドリーゴ家の舞踏会
- ロドリーゴの苦悩
- 別れ

（作曲：寺田瀧雄）
- 決闘
- 城中侵入
- ラモンの怒り

（作曲：河崎恒夫）
- 「瞳の中の宝石」 - イベントの際などにもたびたび歌われている。
- 「バレンシア」 - もともとはJose Padilla Sanchezがサルスエラ向けに1924年に作曲したもので著作権は消滅している。海外でも訳詞がなされているが、高木史朗による日本語の訳詞は宝塚歌劇団のみが使えるようJASRACに全信託されており著作権は消滅しておらず、録音・録画は禁止されている。

## これまでの上演
初演・1976年月組
- 宝塚大劇場：11月12日-12月5日（新人公演：11月26日）
- 形式名は「ミュージカル・ロマン」
- 20場
- 本公演の伴演作は『紙すき恋歌』
- 榛名由梨のトップお披露目公演。

1979年月組
- 東京宝塚劇場：11月2日-11月26日（新人公演：11月13日）
- 伴演作はグランド・レビュー『ラ・ベルたからづか －美しき宝塚－』
- 初演が好評を博したが、東京公演がなかったこともあって再演希望の声が寄せられ、希望に応える形で変則的に東京でのみ再演された。

2007年宙組
- 宝塚大劇場：6月22日-7月30日（新人公演：7月10日）、東京宝塚劇場：8月17日-9月30日（新人公演：8月28日）
- 演出は中村暁、振付をANJU（元花組男役トップ安寿ミラ）が担当した。
- 本公演の伴演作（ショー）はコズミック・フェスティバル『宙 FANTASISTA!』
- 形式名は「ミュージカル・ロマン」
- 18場。
- 大和悠河・陽月華の大劇場お披露目公演。
- ロドリーゴ役とラモン役は、蘭寿とむと北翔海莉が役替わりで務めた。
- ベテラン脇役・鈴鹿照がこの作品をもって定年退団。そのため密偵ホルヘの役の比重を大きくしたり、クライマックスシーンの変更が行なわれた。

|                             | ラモン   | ロドリーゴ |
| --------------------------- | -------- | ---------- |
| 6月22日（金）-7月6日（金）  | 蘭寿とむ | 北翔海莉   |
| 7月7日（土）-7月20日（金）  | 北翔海莉 | 蘭寿とむ   |
| 7月21日（土）-7月30日（月） | 蘭寿とむ | 北翔海莉   |

|                             | ラモン   | ロドリーゴ |
| --------------------------- | -------- | ---------- |
| 8月17日（金）-8月31日（金） | 蘭寿とむ | 北翔海莉   |
| 9月1日（土）-9月14日（金）  | 北翔海莉 | 蘭寿とむ   |
| 9月15日（土）-9月30日（日） | 蘭寿とむ | 北翔海莉   |

- 全国ツアー公演として、10月30日-11月25日まで続演された。

| 公演日   | 公演場所                                                                |
| 10月30日 | 梅田芸術劇場・メインホール（大阪府）                                    |
| 10月31日 | 梅田芸術劇場・メインホール（大阪府）                                    |
| 11月2日  | 市川市文化会館（千葉県）                                                |
| 11月3日  | グリーンホール相模大野（神奈川県）                                      |
| 11月4日  | 茅ヶ崎市民文化会館（神奈川県）                                          |
| 11月6日  | オーバード・ホール （富山市芸術文化ホール）（富山県）                   |
| 11月8日  | 高山市民文化会館（岐阜県）                                              |
| 11月10日 | 中京大学文化市民会館オーロラホール （名古屋市民会館大ホール）（愛知県） |
| 11月11日 | 中京大学文化市民会館オーロラホール （名古屋市民会館大ホール）（愛知県） |
| 11月13日 | 静岡市民文化会館（静岡県）                                              |
| 11月14日 | 静岡市民文化会館（静岡県）                                              |
| 11月16日 | 九州厚生年金会館（福岡県北九州市）                                      |
| 11月17日 | 福岡市民会館（福岡県）                                                  |
| 11月18日 | 福岡市民会館（福岡県）                                                  |
| 11月20日 | 熊本市民会館（熊本県）                                                  |
| 11月21日 | 佐賀市文化会館（佐賀県）                                                |
| 11月23日 | 都城市総合文化ホール（宮崎県）                                          |
| 11月24日 | 宝山ホール（鹿児島県文化センター）                                      |
| 11月25日 | 宝山ホール（鹿児島県文化センター）                                      |
| -------- | ----------------------------------------------------------------------- |

2016年宙組
- 全国ツアー公演として、11月18日から12月11日まで上演。
- 演出は中村暁が担当。
- 伴演作（ショー）はダイナミック・ショー『HOT EYES!!』
- 相手役の実咲凜音は、KAAT神奈川芸術劇場公演『双頭の鷲』に出演。

| 公演日       | 公演場所                             |
| 11月18日(金) | 梅田芸術劇場メインホール（大阪府）   |
| 11月19日(土) | 梅田芸術劇場メインホール（大阪府）   |
| 11月20日(日) | 梅田芸術劇場メインホール（大阪府）   |
| 11月23日(水) | 松戸・森のホール21（千葉県）         |
| 11月25日(金) | 府中の森芸術劇場（東京都）           |
| 11月26日(土) | 神奈川県民ホール                     |
| 11月27日(日) | 神奈川県民ホール                     |
| 11月29日(火) | ひめぎんホール（愛媛県県民文化会館） |
| 11月30日(水) | 西条市総合文化会館（愛媛県）         |
| 12月2日(金)  | 北九州ソレイユホール（福岡県）       |
| 12月3日(土)  | 福岡市民会館                         |
| 12月4日(日)  | 福岡市民会館                         |
| 12月6日(火)  | 佐賀市文化会館                       |
| 12月7日(水)  | アルカスSASEBO（長崎県）             |
| 12月10日(土) | 宝山ホール（鹿児島県文化センター）   |
| 12月11日(日) | 宝山ホール（鹿児島県文化センター）   |
| ------------ | ------------------------------------ |

2023年星組
- 全国ツアー公演として、3月26日から4月11日まで上演

- 演出は中村暁が担当
- 伴演作（ショー）はロマンチック・レビュー『パッション・ダムール・アゲイン！』

| 公演日      | 公演場所                           |
| 3月26日(日) | 梅田芸術劇場メインホール（大阪府） |
| 3月27日(月) | 梅田芸術劇場メインホール（大阪府） |
| 3月28日(火) | 梅田芸術劇場メインホール（大阪府） |
| 3月29日(水) | 梅田芸術劇場メインホール（大阪府） |
| 4月1日(土)  | 市川市文化会館（千葉県）           |
| 4月2日(日)  | 市川市文化会館（千葉県）           |
| 4月4日(火)  | 広島県立文化芸術ホール             |
| 4月5日(水)  | 広島県立文化芸術ホール             |
| 4月6日(木)  | 周南市文化会館（山口県）           |
| 4月8日(土)  | 福岡市民会館（福岡県）             |
| 4月9日(日)  | 福岡市民会館（福岡県）             |
| 4月10日(月) | 福岡市民会館（福岡県）             |
| 4月11日(火) | 福岡市民会館（福岡県）             |
| ----------- | ---------------------------------- |

## スタッフ（宝塚公演）

### 1976年
- 作・演出：柴田侑宏[1]
- 音楽[11]：寺田瀧雄、河崎恒夫
- 音楽指揮：野村陽児[11]
- 振付[11]：喜多弘、河上五郎、岡正躬
- 擬闘：河上五郎[11]
- 装置：黒田利邦[11]
- 衣装：小西松茂[11]
- 照明：今井直次[12]
- 音響：松永浩志[12]
- 小道具：上田特市[12]
- 効果：中田正廣[12]
- 演出助手：正塚晴彦[12]
- 制作：橋本雅夫[12]

### 2007年
- 作・演出：柴田侑宏[5][13]
- 演出：中村暁[5][13]
- 音楽[13]：吉田優子、寺田瀧雄、河崎恒夫
- 音楽指揮：伊澤一郎[13]
- 振付[13]：ANJU、蘭このみ
- 擬闘：清家三彦[13]
- 装置[13]：大橋泰弘、黒田利邦
- 衣装[13]：任田幾英、小西松茂
- 照明：勝柴次朗[14]
- 音響：加門清邦[14]
- 小道具：伊集院撤也[14]
- 効果：木多美生[14]
- 歌唱指導：矢部玲司[14]
- 演出助手[14]：生田大和、佐田夏樹
- 舞台進行[14]：黒岩泰夫、恵見和弘
- 制作：横山卓之[14]

## 配役一覧
（ ）は新人公演。
|                    | 1976年月組 （宝塚）       | 1979年月組 （東京）   | 2007年宙組 （宝塚・東京）        | 2007年宙組 （全国） | 2016年宙組 （全国） | 2023年星組（全国） |
| ------------------ | ------------------------- | --------------------- | -------------------------------- | ------------------- | ------------------- | ------------------ |
| フェルナンド       | 榛名由梨 （条はるき）     | 榛名由梨 （芹まちか） | 大和悠河 （春風弥里）            | 大和悠河            | 朝夏まなと          | 凪七瑠海           |
| ロドリーゴ         | 瀬戸内美八 （大地真央）   | 大地真央 （峰城とわ） | 蘭寿とむ 北翔海莉 （鳳翔大）     | 七帆ひかる          | 澄輝さやと          | 極美慎             |
| ラモン             | 順みつき （世れんか）     | 順みつき （剣幸）     | 蘭寿とむ 北翔海莉 （早霧せいな） | 蘭寿とむ            | 真風涼帆            | 瀬央ゆりあ         |
| イサベラ           | 小松美保 （邦なつき）     | 小松美保 （五條愛川） | 陽月華 （花影アリス）            | 陽月華              | 伶美うらら          | 舞空瞳             |
| シルヴィア         | 舞小雪 （潮はるか）       | 舞小雪 （邦なつき）   | 美羽あさひ （藤咲えり）          | 美羽あさひ          | 遥羽らら            | 水乃ゆり           |
| マルガリータ       | 北原千琴 （野々ひかり）   | 優ひかり （葦笛るか） | 和音美桜 （天咲千華）            | 天咲千華            | 星風まどか          | 乙華菜乃           |
| ルカノール         | 沖ゆき子 （礼美良）       | 藤城潤 （星原美沙緒） | 悠未ひろ （暁郷）                | 悠未ひろ            | 寿つかさ            | 朝水りょう         |
| レオン将軍         | 水代玉藻 （汝鳥伶）       | 水代玉藻 （汝鳥伶）   | 美郷真也 （八雲美佳）            | 美郷真也            | 松風輝              | 美稀千種           |
| セレスティーナ夫人 | 大路三千緒 （紫賀みどり） | 三鷹恵子 （京三紗）   | 邦なつき （和音美桜）            | 邦なつき            | 純矢ちとせ          | 紫りら             |
| ホルヘ             | 葉山三千子 （早織光世）   | 水乃亮 （火の鳥美奈） | 鈴鹿照 （七海ひろき）            | 寿つかさ            | 星吹彩翔            | 大輝真琴           |
| 脚本（スタッフ）   | 柴田侑宏                  | 柴田侑宏              | 柴田侑宏                         | 柴田侑宏            | 柴田侑宏            | 柴田侑宏           |
| 演出（スタッフ）   | 柴田侑宏                  | 柴田侑宏              | 柴田侑宏 中村暁                  | 柴田侑宏 中村暁     | 中村暁              | 中村暁             |

## 漫画化
宝塚ファンとしても知られる、さいとうちほによる作画。宝塚GRAPH誌・1998年9〜12月号に掲載され、その後以下の単行本に収録されている。
- 天使の微笑・悪魔の涙：小学館、1999年刊行。
- 銀の狼：小学館漫画文庫、2005年刊行。

## 参考資料
- 監修・著作権者：小林公一『宝塚歌劇100年史 虹の橋 渡りつづけて（舞台編）』阪急コミュニケーションズ、2014年4月1日。ISBN 978-4-484-14600-3。
- 監修・著作権者：小林公一『宝塚歌劇100年史 虹の橋 渡りつづけて（人物編）』阪急コミュニケーションズ、2014年4月1日。ISBN 978-4-484-14601-0。

## 関連
- 実況レコード 宝塚歌劇・月組公演 「バレンシアの熱い花」 東宝レコード AX-8064
- 花と愛のたからづか(LP・CD(東芝 TOCT-5935～6))　瞳の中の宝石(バレンシアの熱い花より)収録 歌唱・大地真央
- 宝塚歌劇団 花と愛のたからづか～ブーケ・ド・タカラヅカ(LP) TP-60484-86